# Juegos Mediterráneos de 1975

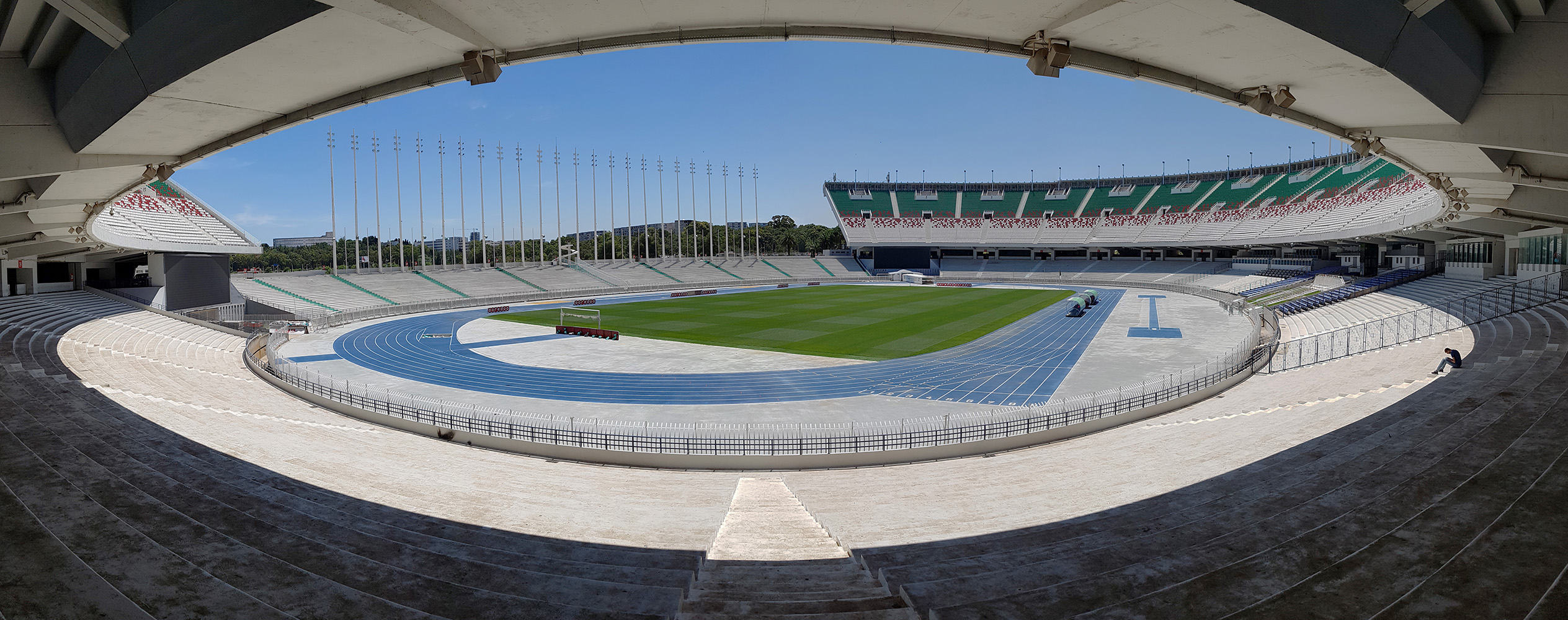
Estadio 5 de julio de 1962, Ben Aknoun, Argelia.

Los VII Juegos Mediterráneos se celebraron en Argel (Argelia), del 23 de agosto al 6 de septiembre de 1975, bajo la denominación Argel 1975. Se experimentó un importante crecimiento en todos los sentidos, desde el número de deportistas que alcanzó la cifra de 2.000, hasta el número de disciplinas, 18, o de países participantes, 15. Italia, Francia y Yugoslavia fueron los tres países más laureados, mientras que España quedaba a las puertas del podio, con su cuarta posición. 
El total de competiciones fue de 160 

## Medallero
| Núm. | País       | Oro | Plata | Bronce | Total |
| ---- | ---------- | --- | ----- | ------ | ----- |
| 1    | Italia     | 51  | 40    | 36     | 127   |
| 2    | Francia    | 31  | 25    | 23     | 79    |
| 3    | Yugoslavia | 24  | 17    | 23     | 64    |
| 4    | España     | 14  | 28    | 28     | 70    |
| 5    | Turquía    | 12  | 11    | 8      | 31    |
| 6    | Grecia     | 9   | 12    | 16     | 37    |
| 7    | Egipto     | 6   | 12    | 15     | 33    |
| 8    | Argelia    | 4   | 7     | 9      | 20    |
| 9    | Siria      | 3   | 2     | 11     | 16    |
| 10   | Túnez      | 3   | 2     | 1      | 6     |
| 11   | Líbano     | 3   | 0     | 2      | 5     |
| 12   | Marruecos  | 0   | 4     | 5      | 9     |
| 13   | Libia      | 0   | 1     | 1      | 2     |

| Predecesor: Esmirna 1971 | VIII Juegos Mediterráneos 1975 | Sucesor: Split 1979 |

- Datos: Q932480